# Arquebisbat de Torí
L'arquebisbat de Torí (italià: Arcidiocesi di Torino, llatí: Archidioecesis Taurinensis) és una seu metropolitana de l'Església Catòlica a Itàlia, que pertany a la regió eclesiàstica Piemont. El 2010 comptava amb 2.020.313 fidels al voltant de 2.115.000 habitants. Actualment està regida per l'arquebisbe Cesare Nosiglia.

## Territori

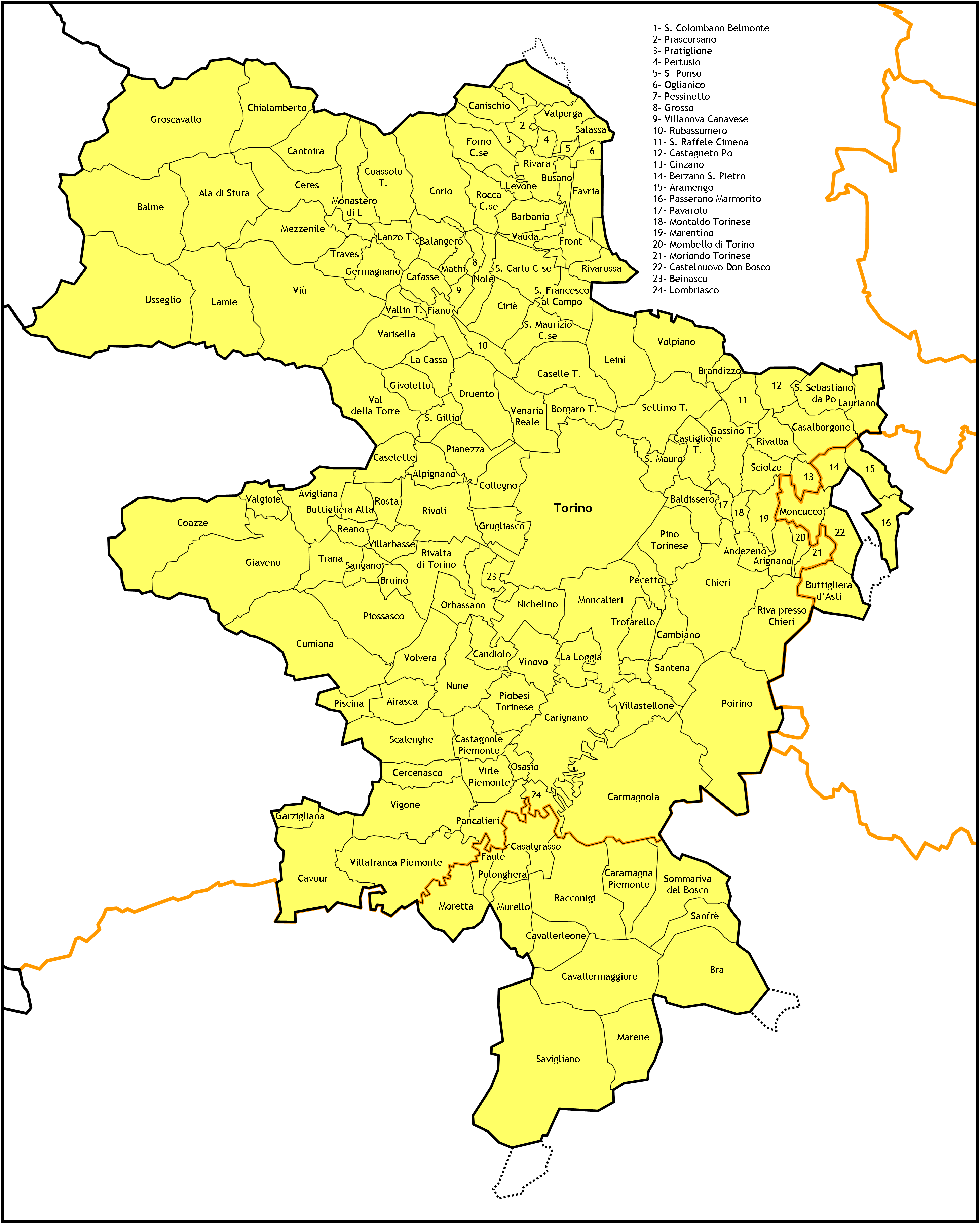
Mapa de l'arxidiòcesi

L'arquebisbat comprèn bona part de la província de Torí (137 municipis), a més de 15 municipis de la província de Cuneo i 6 més de la província d'Asti.
L'arquebisbat limita al nord amb la diòcesi d'Ivrea, a l'est amb les de Casale Monferrato, d'Asti i la d'Alba, al sud amb la diòcesi de Fossano; i a l'oest amb les de Susa, Pinerolo, Saluzzo i Chambéry, aquesta darrera a territori francès.
La seu arquebisbal es troba a la ciutat de Torí, on es troba la catedral de Sant Joan Baptista.
La diòcesi està dividida en 60 zones pastorals, formades per 359 parròquies.

## Història
Els orígens del cristianisme a Torí no estan documentats. Es pot reconèixer els sants Avventore, Ottavio e Solutore (tots ells del segle iii) com els protomàrtirs torinesos o, com a mínim, aquells que se sap ja es veneraven en temps de san Màxim. Les comunitats cristianes del nord-oest d'Itàlia es van organitzar en esglésies (és a dir, en diòcesis, amb un bisbe com a cap, sobretot en època constantiniana.
Segons la tradició, el primer bisbe de Torí és san Màxim. No hi ha notícies d'altres bisbes anteriors. Màxim va morir entre el 408 i el 432. va haver un altre bisbe anomenat Màxim, el primer històricament documentat, que participà a dos sínodes, a Milà al 451 i a Roma al 465.
Originàriament la diòcesi de Torí s'estenia fins a les valls de la Mauriena, de Susa i de Lanzo, fins que a finals del segle vi passaren sota la jurisdicció del bisbe de Sant Joan de Mauriena. El 1033 el bisbat de Torí recuperà les valls de Susa i Lanzo.
Durant l'edat mitjana el capítol catedralici escollia el bisbe, però a partir del segle xiv la Santa Seu exercí la seva influència per a les decisions. El 1300 el Papa Bonifaci VIII anul·là l'elecció de Tommaso II di Savoia feta pel capítol i imposà a Teodisio Revelli a la seu torinesa. El 1411 els drets dels canonges ja s'havia extingit i Joan XXII elegí a Aimone da Romagnano, sense concedir al capítol d'avançar una proposta.
El 6 de juny de 1453 les cròniques informes del famós miracle del Corpus Christi, que és l'origen del nom de la basílica homònima. Segons les cròniques de l'època una hòstia que hi havia a una custòdia robada ascendí fins a quedar suspesa a l'aire davant de molts espectadors. Quan arribà el bisbe, l'hòstia quedà suspesa, fins que es posà sobre un calze. Les espècies eucarístiques es conservaven incorruptes després de l'erecció de la basílica (1521), fins que Roma ordenà que es consumissin sacramentalment.
Durant tota l'edat mitjana va ser sufragània de l'arquebisbat de Milà, fins que el 21 de maig de 1515 el Papa Lleó X l'elevà al rang d'arxidiòcesi metropolitana mitjançant la butlla Cum illius; donant-li les seus sufragànies de Mondovi i bisbat d'Ivrea mitjançant la butlla Hodie ex certis.
El 1578 l'antiga relíquia del Sant sudari va ser traslladada de Chambéry a Torí.
Des del segle xvi l'arxidiòcesi ha cedit parts del seu territori per tal que s'erigeixin les diòcesis de Fossano (1592), de Pinerolo (1748) i de Susa (1772).
Durant el segle xviii adquirí gran importància sobretot pels mèrits dels bisbes Francesco Luserna Rorengo di Rorà i Vittorio Maria Baldassare Gaetano Costa d'Arignano.
Al segle xix la diòcesi de Torí es va fer popular per la presència de diversos sants: san Giuseppe Benedetto Cottolengo, fundador de la Petita Casa de la Divina Providència; san Joan Bosco fundador dels Salesians; san Leonardo Murialdo, fundador de la Congregació de Sant Josep; san Josep Cafasso, santa Maria Domenica Mazzarello; san Domenico Savio; el beat Francesco Faà di Bruno; seguits després per beat Giuseppe Allamano, nebot de san Giuseppe Cafasso, fundador dels Missioners i Missioneres de la Consolata, i del beat Piergiorgio Frassati.
El 1947 cedí parts del seu territori a la diòcesi de Gap i a la de Saint-Jean de Maurienne

## Cronologia episcopal

### Bisbes de Torí
- San Màxim I † (390 - 420 mort)
- Massimo II † (inicis de 451 - finals de 465)
- Vittore † (mencionat el 494)
- Tigridio † (inicis de 501 - finals de 502)
- Ruffo † (inicis de 562)
- Ursicino † (562 - 20 d'octubre de 609 mort)
- Rustico † (inicis de 680 - 15 de setembre de 691 mort)
- Valcuno o Walcuno † (mencionat el 739)[3]
- Andrea † (finals de 773 - vers 800)
- Claudio I † (vers 818 - 8 de maig de 827)[4]
- Witgario o Vitgario † (22 de gener de 832 - 8 de maig de 838)[5]
- Regimiro † (segle ix)[6]
- Guglielmo I ? † (vers 840)[7]
- Claudio II † (vers 873)[8]
- Lancio ? † (mencionat el 887)[9]
- Amulo † (inicis de d'abril de 880 - 21 de maig de 898)[10]
- Eginolfo † (mencionat el 901)
- Guglielmo II † (inicis de 906 - finals de 920 ?)[11]
- Ricolfo † (mencionat el 945)[12]
- Amalrico † (inicis de juny de 955 – finals de novembre o de desembre de 969)[13]
- Aunuco ? †[14]
- Amizone (Amizo) † (inicis de 989 - 1 de setembre de 998)
- Gezone † (inicis del segle xi)[15]
- Bonifacio ? †[16]
- Landolfo † (vers 1011 - vers 1037)
  - Pietro ? (antibisbe)[17]
- Guidone (o Widone) † (gener/març de 1039 - 20 de gener de 1046 mort)
- Regimiro ? †[18]
- Cuniberto † (11/26 de maig de 1046 - 20 de juliol de 1081)
- Ogero ? †[19]
- Umberto ? †[20]
- Guglielmo III (o Vitelmo) † (3 d'agost de 1083 - 15 de març de 1089)[21]
- Guiberto I † (20 de setembre de 1098 - 16 de febrer de 1099 mort)[22]
- Mainardo † (15 de juliol de 1100 - 10 de setembre de 1117 o 1118 mort)[23]
- Guiberto II (o Umberto) † (mencionat el 12 de novembre de 1118)
- Bosone † (13 de desembre de 1122 - finals de 1125)[24]
- Arberto † (mencionat el 29 de novembre de 1140)[25]
- Oberto † (inicis d'abril de 1144 - finals de 1145)[26]
- Carlo I † (4 o 5 de juny de 1147 - 1162 mort)[27]
- Guglielmo IV † (9 de setembre de 1162 - finals de 1163)[28]
- Carlo II † (15 de febrer de 1165 - 1 de febrer de 1169)
- Milone da Cardano † (27 de febrer de 1170 - 5 de desembre de 1187 nomenat arquebisbe de Milà)[29]
- Arduino † (11 de juny de 1188 - 7 de juny de 1207)
  - Jacopo Ratteri † (antibisbe)[30]
- Giacomo I di Carisio † (10 de setembre de 1207 - 16 de novembre de 1226 mort)[31]
  - Ainardo † (antibisbe)[32]
- Giacomo II † (16 de novembre de 1226 - 7 de març de 1231 dimití)[33]
- Uguccione Caqualoro † (3/12 de juliol de 1231 - inicis d'abril de 1243 dimití)[34]
- Giovanni Arborio † (10 de maig de 1244 - 9 de setembre de 1257 mort) (bisbe electe)[35]
- Gandolfo † (1 de gener de 1259 - 1260 ?)[36]
- H., O.F.M. † (? mort)[37]
- Goffredo Montanari † (20 de febrer de 1264 - agost de 1300 mort)
- Teodisio Revelli † (6 de novembre de 1301[38] - d'octubre de 1319 mort)
- Guido Canale † (16 de maig de 1320 - 1348 mort)
- Tommaso II di Savoia † (10 de novembre de 1348 - 1362 mort)
- Bartolomeo † (1362 - 1364 mort)
- Giovanni da Rivalta † (15 de gener de 1365 - maig o juny de 1411 mort)
- Aimone da Romagnano † (15 de juliol de[39] 1411 - de setembre de 1438 mort)
- Ludovico da Romagnano † (10 d'octubre de 1438 - 1468 mort)
- Giovanni Compesio † (21 de novembre de 1469 - 24 de juliol de 1482 nomenat arquebisbe de Ginebra
- Domenico della Rovere † (24 de juliol de 1482 - 1 de maig de 1501 mort)
- Giovanni Ludovico della Rovere † (1 de maig de 1501 - agost de 1510 mort)
- Giovanni Francesco della Rovere † (agost de 1510 - 21 de maig de 1515)

### Arquebisbes de Torí
- Giovanni Francesco della Rovere † (21 de maig de 1515 - 1516 mort)
  - Innocenzo Cybo † (28 d'octubre de 1516 - 11 de maig de 1517 dimití) (administrador apostòlic)
- Claudio di Seyssel † (11 de maig de 1517 - 1 de juny de 1520 mort)
  - Innocenzo Cybo † (4 de juliol de 1520 - 1548 dimití) (administrador apostòlic, per segona vegada)
- Cesare Cybo † (22 de juny de 1548 - 26 de desembre de 1562 mort)
  - Innico d'Avalos d'Aragona, O.S. † (3 de gener de 1563 - maig de 1564 dimití) (administrador apostòlic)
- Gerolamo della Rovere † (12 de maig de 1564 - 26 de gener de 1592 mort)
- Carlo Broglia † (20 de novembre de 1592 - 8 de febrer de 1617 mort)
- Filiberto Milliet † (17 de desembre de 1618 - 1625 mort)
- Giovanni Battista Ferrero, O.P. † (7 de setembre de 1626 - 12 de juliol de 1627 mort)
  - Sede vacante (1627-1632)
- Antonio Provana † (19 de gener de 1632 - 14 o 25 de juliol de 1640 mort)
- Giulio Cesare Barbera (Bergera) † (23 de febrer de 1643 - 1660 mort)
- Michele Beggiamo † (21 d'agost de 1662 - octubre de 1689 mort)
- Michele Antonio Vibò † (27 de novembre de 1690 - 13 de febrer de 1713 mort)
  - Sede vacante (1713-1727)
- Gian Francesco Arborio di Gattinara, B. † (25 de juny de 1727 - 14 d'octubre de 1743 mort)
- Giambattista Roero di Pralormo † (3 de febrer de 1744 - 9 d'octubre de 1766 mort)
- Francesco Luserna Rorengo di Rorà † (14 de març de 1768 - 14 de març de 1778 mort)
- Vittorio Maria Baldassare Gaetano Costa d'Arignano † (28 de setembre de 1778 - 16 de maig de 1796 mort)
- Carlo Luigi Buronzo del Signore † (24 de juliol de 1797 - 24 de juny de 1805 dimití)
- Giacinto della Torre, O.E.S.A. † (26 de juny de 1805 - 8 d'abril de 1814 mort)
  - Sede vacante (1814-1818)
- Columbano Giovanni Battista Carlo Gaspare Chiaverotti, O.S.B.Cam. † (21 de desembre de 1818 - 6 d'agost de 1831 mort)
- Luigi Fransoni † (24 de febrer de 1832 - 26 de març de 1862 mort) (a l'exili a Lió des del 1850)
  - Sede vacante (1862-1867)
- Alessandro Riccardi di Netro † (22 de febrer de 1867 - 16 d'octubre de 1870 mort)
- Lorenzo Gastaldi † (27 d'octubre de 1871 - 25 de març de 1883 mort)
- Gaetano Alimonda † (9 d'agost de 1883 - 30 de maig de 1891 mort)
- Davide Riccardi † (14 de desembre de 1891 - 20 de maig de 1897 mort)
- Agostino Richelmy † (18 de setembre de 1897 - 10 d'agost de 1923 mort)
- Giuseppe Gamba † (20 de desembre de 1923 - 26 de desembre de 1929 mort)
- Maurilio Fossati, O.SS.G.C.N. † (11 de desembre de 1930 - 30 de març de 1965 mort)
- Michele Pellegrino † (18 de setembre de 1965 - 27 de juliol de 1977 jubilat)
- Anastasio Alberto Ballestrero, O.C.D. † (1 d'agost de 1977 - 31 de gener de 1989 jubilat)
- Giovanni Saldarini † (31 de gener de 1989 - 19 de juny de 1999 jubilat)
- Severino Poletto (19 de juny de 1999 - 11 d'octubre de 2010 jubilat)
- Cesare Nosiglia (11 d'octubre de 2010 - 19 de febrer de 2022 jubilat)
- Roberto Repole (des del 19 de febrer de 2022)

## Estadístiques
A finals del 2010, l'arxidiòcesi tenia 2.020.313 batejats sobre una població de 2.115.000 persones, equivalent al 95,5% del total.
| any  | població  | població  | població | sacerdots | sacerdots       | sacerdots       | sacerdots             | diaques | religiosos | religiosos | parroquies |
| ---- | --------- | --------- | -------- | --------- | --------------- | --------------- | --------------------- | ------- | ---------- | ---------- | ---------- |
| any  | batejats  | total     | %        | total     | clergat secular | clergat regular | batejats por sacerdot | diaques | homes      | dones      |            |
| 1950 | 1.088.000 | 1.100.000 | 98,9     | 1.885     | 1.085           | 800             | 577                   |         | 2.000      | 8.000      | 332        |
| 1969 | 1.809.000 | 1.852.475 | 97,7     | 1.667     | 931             | 736             | 1.085                 |         | 1.294      | 6.000      | 373        |
| 1980 | 2.006.000 | 2.119.000 | 94,7     | 1.908     | 912             | 996             | 1.051                 | 24      | 1.729      | 5.800      | 397        |
| 1990 | 2.019.000 | 2.080.000 | 97,1     | 1.702     | 762             | 940             | 1.186                 | 85      | 1.480      | 5.535      | 355        |
| 1999 | 2.000.000 | 2.143.843 | 93,3     | 1.519     | 679             | 840             | 1.316                 | 116     | 1.368      | 4.207      | 357        |
| 2000 | 2.065.443 | 2.143.843 | 96,3     | 1.518     | 678             | 840             | 1.360                 | 118     | 1.351      | 4.125      | 357        |
| 2001 | 2.065.443 | 2.143.843 | 96,3     | 1.483     | 673             | 810             | 1.392                 | 119     | 1.289      | 4.023      | 357        |
| 2002 | 2.065.443 | 2.143.843 | 96,3     | 1.451     | 675             | 776             | 1.423                 | 122     | 1.265      | 3.949      | 357        |
| 2003 | 2.065.443 | 2.143.843 | 96,3     | 1.380     | 656             | 724             | 1.496                 | 125     | 1.206      | 3.927      | 357        |
| 2004 | 2.065.443 | 2.143.843 | 96,3     | 1.358     | 644             | 714             | 1.520                 | 128     | 1.183      | 3.915      | 359        |
| 2010 | 2.020.313 | 2.115.000 | 95,5     | 1.137     | 561             | 576             | 1.776                 | 131     | 913        | 3.603      | 359        |